# Garcinia lanceifolia
Garcinia lanceifolia är en tvåhjärtbladig växtart som beskrevs av William Roxburgh. Garcinia lanceifolia ingår i släktet Garcinia och familjen Clusiaceae. Utöver nominatformen finns också underarten G. l. oxyphylla.